# Seznam jordánských králů

Znak Jordánského království

Toto je seznam jordánských králů zahrnující panovníky od roku 1946, kdy první jordánský král Abdalláh ibn Husajn al-Hášimí z dynastie Hášimovců nastoupil na trůn poté, co byl emirát Transjordánsko prohlášen za Jordánské hášimovské království.

## Seznam
| jméno        | obrázek | období vlády | život     | rodiče                                         | poznámky                                        |
| ------------ | ------- | ------------ | --------- | ---------------------------------------------- | ----------------------------------------------- |
| Abdalláh I.  |         | 1946–1951    | 1882–1951 | Husajn ibn Alí al-Hášimí Abdlija bint Abdalláh | od roku 1921 emír Transjordánska. Byl zavražděn |
| Talal I.     |         | 1951–1952    | 1909–1972 | Abdalláh I. Musbah bint Nasser                 | byl nucen abdikovat                             |
| Husajn I.    |         | 1952–1999    | 1935–1999 | Talal I. Zein aš-Šaraf Talal                   |                                                 |
| Abdalláh II. |         | od 1999      | 1962      | Husajn I. Muna al-Husajn                       |                                                 |